# Forna (hrad)
Hrad Forna se nachází ve valencijském sídle Forna, v obci Adsubia (provincie Alicante, Španělsko). Byl postaven ve 13. století ve středověkém stylu, s přestavbami ve 14. a 16. století.
Je to majestátní hrad více obranného než palácového charakteru, s čtvercovým centrálním nádvořím a čtyřmi věžemi v rozích.
Má několik přístupových bran s lomeným obloukem. Uvnitř a kolem nádvoří se studnou v centru jsou rozmístěny místnosti na dvou podlažích. V přízemí jsou stáje, kuchyň, jídelna a velký sál s velkými okny vedoucími na nádvoří; v patře jsou umístěny obytné místnosti.
Konstrukční systém ze zhutněné země se užil na zdivo a okna jsou zvýrazněna cihlami.
Věže jsou architektonicky a prostorově nezávislé. V severovýchodní věži je vnitřní prostor klenutý. V severní zůstaly zachovány v přízemí nástěnné malby.
Roku 1949 byl prohlášen španělskou kulturní památkou.

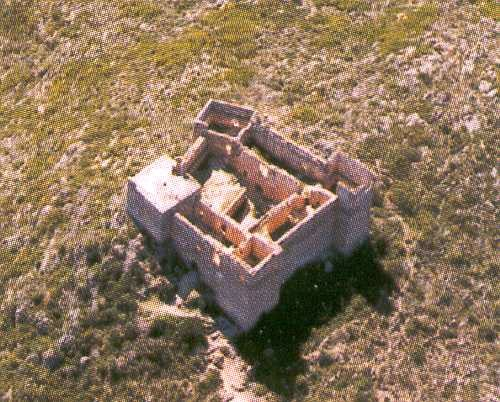
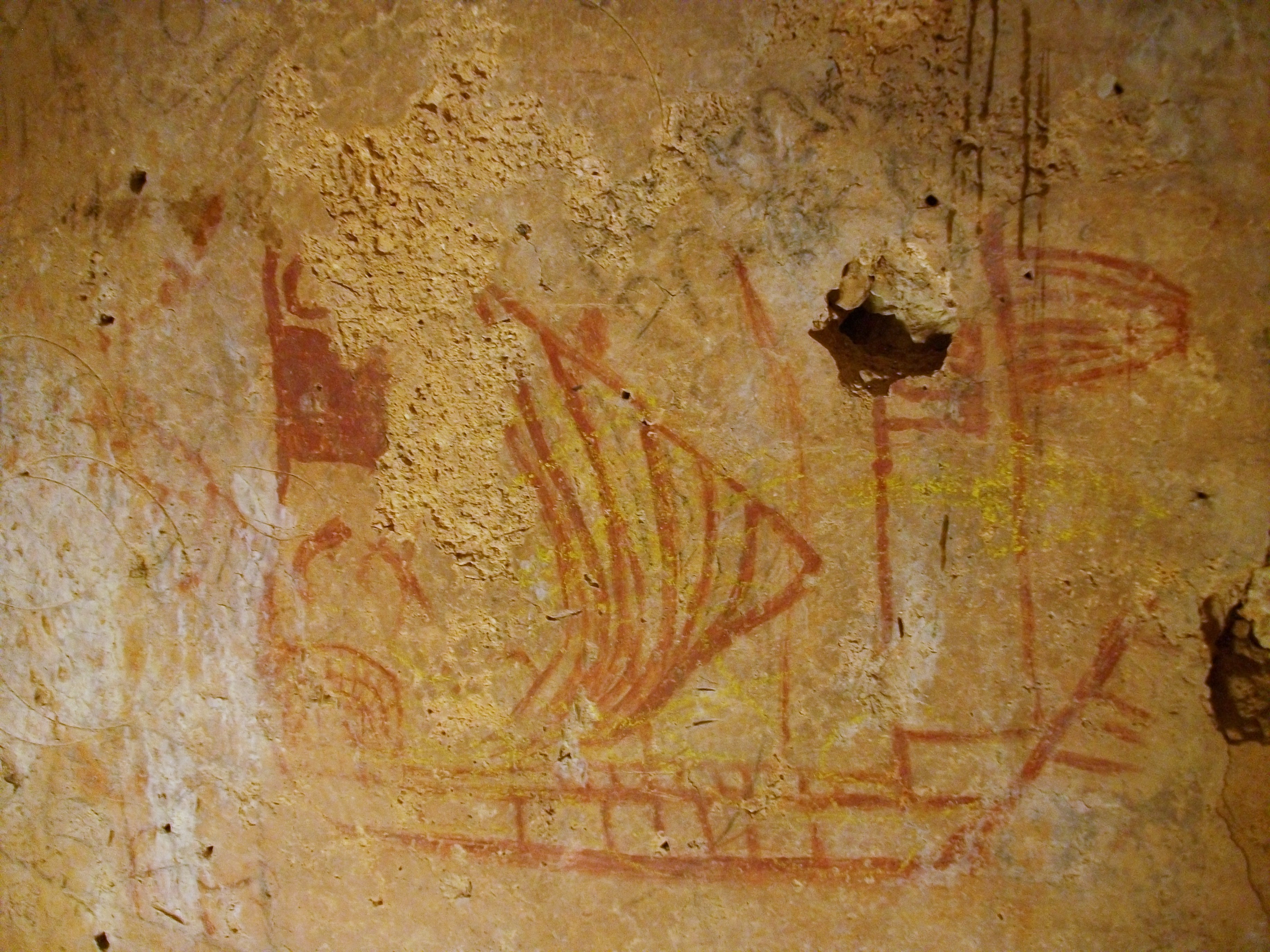
Malba
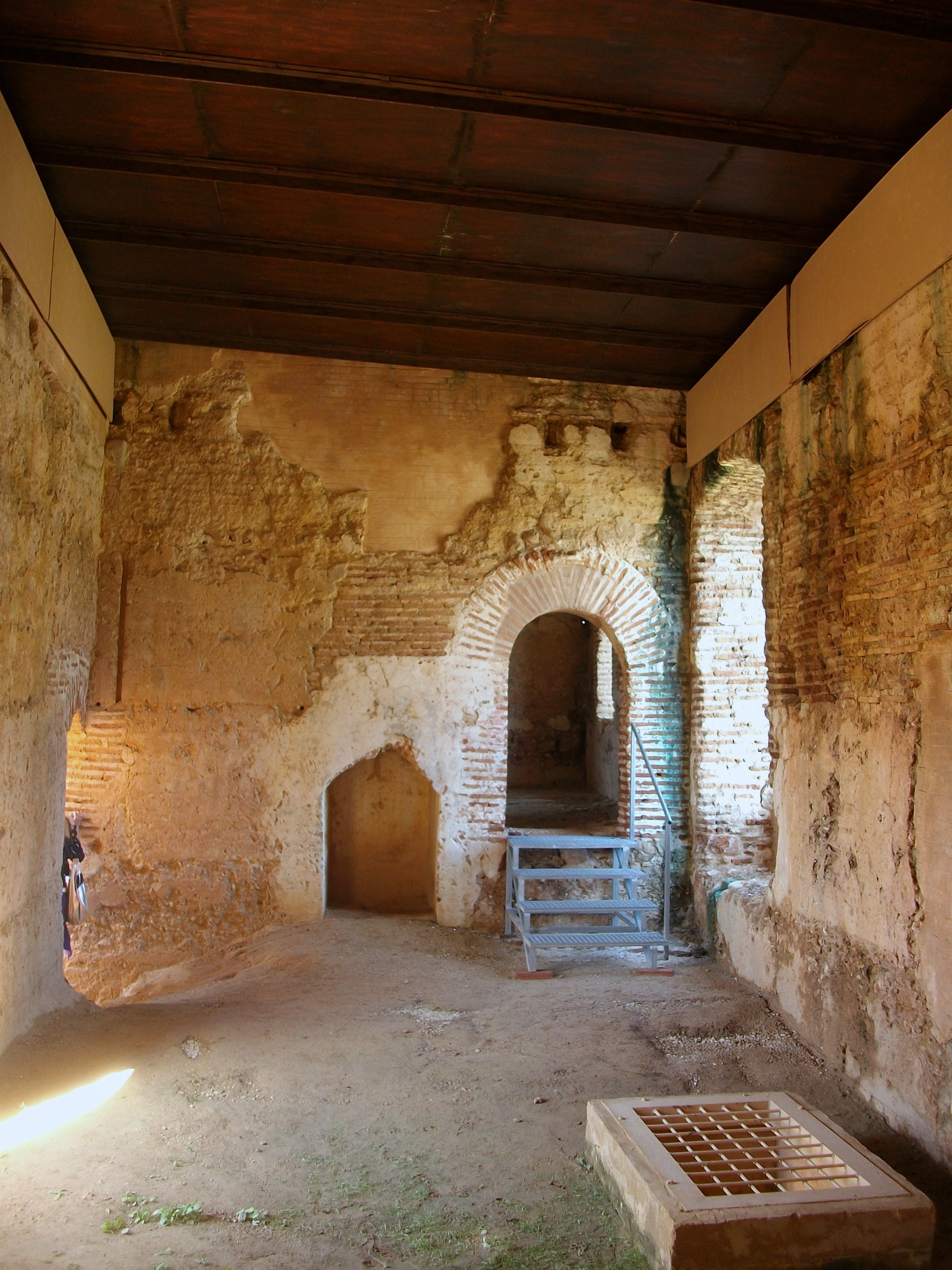
Sál